# Glen Jackson
Glen Warwick Jackson (Feilding, 23 ottobre 1975) è un ex giocatore, ex arbitro di rugby a 15 e allenatore di rugby neozelandese; nel ruolo di mediano d'apertura gareggiò fino al 2010, imponendosi come miglior marcatore della storia dei londinesi Saracens.
Passato alla carriera arbitrale, ha diretto il suo primo incontro internazionale nel 2012. Nel gennaio 2020 ha annunciato il suo ritiro dalla carriera arbitrale. Nel marzo 2020 ha iniziato la carriera da allenatore. Attualmente ricopre l'incarico di assistant coach di Vern Cotter sulla panchina delle Figi.

## Biografia

### Attività da giocatore
Esordiente da professionista in Super 12 1999 nelle file dei Chiefs, Jackson trascorse sei stagioni nel torneo SANZAR disputandovi sessanta incontri; a livello provinciale rappresentò Bay of Plenty con cui si aggiudicò il Ranfurly Shield nel 2004, il primo per la provincia.
All'epoca della conquista di tale trofeo aveva già firmato un contratto in Inghilterra con i Saracens a partire dalla stagione di Premiership 2004-05.
In Inghilterra Jackson si impose come prolifico realizzatore e nel 2007 fu votato miglior giocatore della Premiership; durante la sua permanenza britannica superò gli esami da arbitro presso la Rugby Football Union, avendo espresso già in attività l'intenzione di dedicarsi alla carriera direttiva una volta terminato di giocare.
Al momento del ritiro, nel 2010, Jackson era già da un anno il miglior realizzatore della storia dei Saracens.
Al suo attivo vanta anche diversi inviti nella selezione dei Barbarians tra il 2008 e il 2009.

### Attività da arbitro
Tornato in Nuova Zelanda, completò la preparazione da arbitro ed esordì a livello provinciale nella Heartland Cup, la competizione cadetta del National Provincial Championship; già nel 2011 passò ad arbitrare nella massima competizione provinciale e fu assistente di linea nel Super Rugby, in un incontro tra Bulls e Stormers a Pretoria (Sudafrica); il 27 maggio 2011 guidò la sua prima partita del torneo SANZAR a Palmerston North tra Hurricanes e Western Force.
Divenuto internazionale nel 2012, fu designato giudice di linea in diversi incontri durante l'anno finché, durante i test autunnali nell'Emisfero Nord, gli fu affidata la direzione del suo primo test match, Inghilterra-Figi il 10 novembre a Londra.
Nel 2014 diresse il suo primo incontro nel Championship, a Gold Coast tra Australia e Argentina, e nel 2015 debuttò come arbitro anche nel Sei Nazioni, dirigendo a Edimburgo Scozia-Galles.
A gennaio 2020 annunciò il ritiro dalla carriera arbitrale.

### Attività tecnica
Da settembre 2020 è allenatore in seconda di Figi nello staff tecnico del connazionale Vern Cotter.